# Йохан I (Верле)
Йохан I фон Верле ( на немски: Johann I von Werle; * ок. 1245; † 15 октомври 1283) е от 1277 до 1281 г. господар на Верле и от 1281 до 1283 г. господар на Верле-Пархим.
Той е син на Николаус I (1210 – 1277) и Юта фон Анхалт († сл. 14 май 1277), дъщеря на княз Хайнрих I фон Анхалт. 
След смъртта на баща му през 1277 г. Йохан I управлява Верле първо заедно с братята си Хайнрих I (* ок. 1245; † 8 октомври 1291) и Бернхард I (* ок.  1245; † ок.  1286). 
През 1281 г. те разделят страната и Йохан I взема управлението на Пархим. Хайнрих I получава Верле-Гюстров, a Бернхард I Призанневиц.
Йохан I е погребан в катедралата на манастир Доберан.

## Фамилия
Йохан I се жени за София фон Линдау-Рупин († 18 януари 1301/9 юни 1304), дъщеря на граф Гюнтер I фон Линдау-Рупин. Те имат шест деца:
- Николаус II фон Верле († 18 февруари 1316), от 1283 до 1316 г. господар на Верле-Пархим и от 1292 г. господар на Верле, женен I. 1292/1293 г. за принцеса Рихица Датска († 1303/27 октомври 1308), дъщеря на крал Ерик V от Дания, II. 1315 г. за Мехтилд фон Брауншвайг-Люнебург, дъщеря на херцог Ото II фон Брауншвайг-Люнебург
- Йохан II фон Верле († 27 август 1337), господар на Верле-Гюстров в Мекленбург, женен 1318 г. за Мехтхилд фон Брауншвайг-Грубенхаген (1295 – пр. 14 март 1344), дъщеря на херцог Хайнрих I фон Брауншвайг-Грубенхаген
- Гюнтер фон Верле († сл. 20 април 1310), каноник в Гюстров 1301, в Магдебург 1303/1310
- Хайнрих фон Верле († сл. 17 март 1291), доминикански монах в Рьобел
- Бернхард фон Верле († сл. 24 август 1309), доминикански монах в Рьобел
- Хенинг фон Верле († сл. 10 март 1311), господар на Верле 1309 г.